# Maizery
Maizery és un municipi francès, situat al departament del Mosel·la i a la regió del Gran Est. L'any 2007 tenia 164 habitants.

## Demografia

### Població
El 2007 la població de fet de Maizery era de 164 persones. Hi havia 55 famílies, de les quals 8 eren unipersonals (4 homes vivint sols i 4 dones vivint soles), 11 parelles sense fills, 32 parelles amb fills i 4 famílies monoparentals amb fills.
La població ha evolucionat segons el següent gràfic:
Habitants censats

### Habitatges
El 2007 hi havia 55 habitatges, 53 eren l'habitatge principal de la família, 1 era una segona residència i 2 estaven desocupats. 52 eren cases i 1 era un apartament. Dels 53 habitatges principals, 49 estaven ocupats pels seus propietaris, 2 estaven llogats i ocupats pels llogaters i 2 estaven cedits a títol gratuït; 2 tenien una cambra, 1 en tenia tres, 6 en tenien quatre i 44 en tenien cinc o més. 48 habitatges disposaven pel capbaix d'una plaça de pàrquing. A 22 habitatges hi havia un automòbil i a 30 n'hi havia dos o més.

### Piràmide de població
La piràmide de població per edats i sexe el 2009 era:
| Homes | Edats   | Dones |
| ----- | ------- | ----- |
| 0     | 95 o +  | 0     |
| 0     | 90 a 94 | 0     |
| 0     | 85 a 89 | 0     |
| 0     | 80 a 84 | 0     |
| 0     | 75 a 79 | 0     |
| 4     | 70 a 74 | 0     |
| 0     | 65 a 69 | 0     |
| 4     | 60 a 64 | 4     |
| 0     | 55 a 59 | 4     |
| 0     | 50 a 54 | 0     |
| 4     | 45 a 49 | 4     |
| 8     | 40 a 44 | 4     |
| 12    | 35 a 39 | 4     |
| 8     | 30 a 34 | 8     |
| 4     | 25 a 29 | 12    |
| 0     | 20 a 24 | 4     |
| 4     | 15 a 19 | 0     |
| 4     | 10 a 14 | 0     |
| 4     | 5 a 9   | 8     |
| 8     | 0 a 4   | 4     |

## Economia
El 2007 la població en edat de treballar era de 107 persones, 82 eren actives i 25 eren inactives. De les 82 persones actives 74 estaven ocupades (41 homes i 33 dones) i 8 estaven aturades (4 homes i 4 dones). De les 25 persones inactives 4 estaven jubilades, 14 estaven estudiant i 7 estaven classificades com a «altres inactius».

### Ingressos
El 2009 a Maizery hi havia 58 unitats fiscals que integraven 183,5 persones, la mediana anual d'ingressos fiscals per persona era de 21.309 €.

### Activitats econòmiques
Dels 7 establiments que hi havia el 2007, 1 era d'una empresa de fabricació d'altres productes industrials, 1 d'una empresa de construcció, 2 d'empreses de comerç i reparació d'automòbils, 1 d'una empresa d'hostatgeria i restauració, 1 d'una empresa immobiliària i 1 d'una empresa de serveis.
Dels 2 establiments de servei als particulars que hi havia el 2009, 1 era un taller de reparació d'automòbils i de material agrícola i 1 lampisteria.

## Poblacions més properes
El següent diagrama mostra les poblacions més properes.